# Mathias Duplessy
Pour les articles homonymes, voir Duplessy.
Mathias Duplessy, né le 28 octobre 1972, est un compositeur multi-instrumentiste français.

## Biographie
Il compte trois albums à son nom et a participé à une trentaine de musiques de films, longs et courts, en passant par le documentaire.
En tant que musicien autodidacte, il s'intéresse à la musique classique et commence à jouer de la guitare à l'âge de six ans. Il s’illustre sur scène dès l’âge de dix-huit ans et accompagne comme guitariste les artistes de la scène française et internationale : Sophia Charaï, Bevinda, Monica Passos, Nico Morelli, Dikes, Omar Pene, Ameth Male ou Sarah Alexander. Il joue aussi avec des artistes pop comme Nadéah.
Depuis une dizaine d’années, il pratique aussi le khöömii, chant diphonique mongol, et le morin khuur,vièle mongole.
Il privilégie aujourd'hui ses propres projets comme Duplessy et les trois violons du monde, ou il est accompagné de Guo Gan (果敢), joueur chinois de erhu, vièle chinoise, et fils du célèbre Guo Junming (果俊明), Sabir Khan, joueur indien de sarangi, vièle du Rajasthan et fils du célèbre Ustad Sultan Khan, ainsi que du musicien mongol Enkhjargal Dandarvaanchig (ou Enkh Jargal) pratiquant le morin khuur, vièle mongole, et le chant diphonique mongol . Mathias Duplessy joue également avec sa femme Sophia Charaï pour laquelle il a produit et composé deux albums,.
Mathias Duplessy a également composé différents morceaux pour le guitariste Jérémy Jouve dont Nocturne n°1, Nocturne n°2, Toccata de Lucia, Oulan Bator, Cavalcade, ou encore Au fil du temps, interprété par Jérémy Jouve, Mathias Duplessy et Prabhu Edouard aux tablas.
Début 2016 il sort l'album Crazy Horse, co-composé par Enkhjargal Dandarvaanchig. Ils interprètent tous deux les morceaux accompagné par Guo Gan et Aliocha Regnard à la nyckelharpa.

## Cinéma et télévision
Mathias Duplessy est réalisateur de différents clips musicaux et d'un court-métrage nommé L’Arbre. Son style mélange des instruments « ethniques » aux guitares acoustiques, aux cordes, flûtes et voix. Avec une dizaine de longs métrages à son actif, il travaille régulièrement à Bombay en Inde pour la mouvance du cinéma indien (avec Aamir Khan et Shankar Mahadevan (en)), en France, au Maroc ou pour le cinéma russe. Il travaille également sur la musique de films d’animation, tels que Mouk, Edmond et Lucy ou Les Sisters. 
En 2007, il entreprend avec le CNRS et Arte une composition pour la série Les Expéditions d'Arte, coproduit par Gedeon programmes et le CNC. En 2023, il réalise le générique de la série de documentaires Arte La Chine, Rêves et Cauchemars.

## Musique classique
Passionné de Ravel, Stravinsky, Gismonti, il compose régulièrement des pièces pour guitare ou musique de chambre qui sont jouées par des concertistes classiques comme Jérémy Jouve, ou pour la danse contemporaine.

## Collaborations

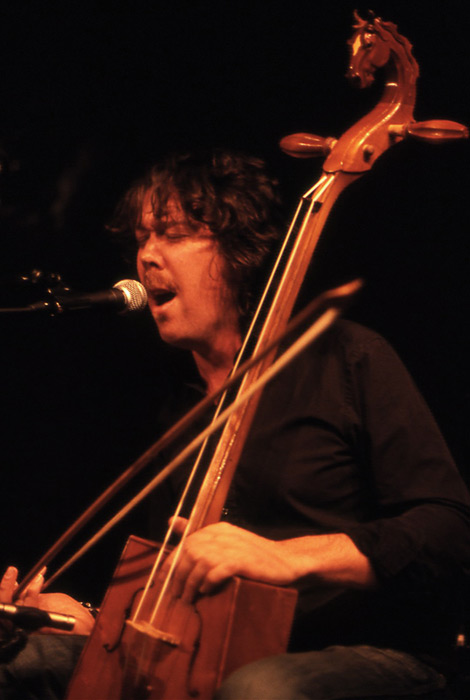
Mathias Duplessy en concert en 2011.

Duplessy produit, réalise, arrange, compose et enregistre pour des artistes aussi variés que Sophia Charaï, les Mouettes, Dikes, Bevinda, Ameth Male, Enzo Enzo, Nicola Tescari, Shakara, Shankar Mahadevan (en), Ranjit Barot (en), Armand Amar, Silvia Malagugini, Nadéah, Mukhtiyar Ali, Debout sur le Zinc, etc[réf. nécessaire].

## Filmographie

### Cinéma
- 2002 : Mona Saber d'Abdelhaï Laraki
- 2007 : Ze film de Guy Jacques, Europacorp
- 2008 : Wake up Morocco de Narjiss Nejjar
- 2009 : Mascarades de Lyes Salem
- 2009 : Bombay Summer de Joseph Mathew
- 2009 : The Fakir of Venice (en) d'Anand Surapur
- 2010 : Peepli Live (en) d'Anusha Rizvi (en)
- 2011 : Delhi in a Day (en) de Prashant Nair
- 2014 : Vie Sauvage de Cedric Kahn
- 2014 : Finding Fanny de Homi Adajania (en)
- 2014 : L'Oranais de Lyes Salem
- 2016 : Laal Rang de Syed Ahmed Afzal

### Télévision
Séries télévisées
- 2011 : Mouk de François Narboux (France 5 et Disney Junior)
- 2012 : Émilie de Sandra Derval
- 2014 : Mouk de Francois Narboux saison 2 (France 5)
- 2017 : Pirata et Capitano de François Narboux (France 5)
- 2017 : Les Sisters de Luc Vinciguera (M6)
- 2022 : Edmond et Lucy de François Narboux (France 5)

Documentaires
- 1996 : Art et consommation de Philippe Simon
- 1996 : Bernard Piffaretti de Philippe Simon
- 1996 : Les salons de peintures de D. Diderot de Philippe Simon
- 2004 : Brigade Nature
- 2006 : Effet de Serre de J. Mascolo
- 2006 : Mercure, Mensonges et vérités de Daniel Serre
- 2007 : Edgar Morin, un penseur planétaire de Jeanne Masolo
- 2007 : Les Expéditions d'Arte, série de 15 films[14]
- 2007 : Un nouvel El dorade de Thierry Piantanida
- 2007 : Un monde en sursis de Thierry Piantanida
- 2007 : Demain, un monde sans glace ? de Thierry Piantanida[15]
- 2007 : Amazonie du Soja de M. Dubroca
- 2008 : Game Reserve de Daniel Serre
- 2008 : Les griffes du Ranthambore de Daniel Serre
- 2008 : Costa Rica, un succès durable ? de Sandrine Dumas Roy
- 2008 : Allez Plus Haut de Jeanne Mascolo
- 2009 : Outyos, des tigres et des hommes de Jean Afanassieff
- 2009 : Les Damnés de Jean-Paul Mari
- 2009 : À qui appartient l'Irak de par Marc Berdugo
- 2010 : Amyu, l'Armée des hommes guêpes de Jérome Reynaud
- 2010 : Peuple et croyances de Sibérie de Jean Afanassieff
- 2010 : Et vogue la Volga de Marc Mopty
- 2011 : La Brigade de Cécile Allegra
- 2011 : Rajasthan, L'âme d'un Prophête de Benoît Ségur
- 2013 : Victimes de la bombe atomique française de Christine Bonnet et Jean Philippe Desbordes
- 2013 : Aux enfants de la bombe de Christine Bonnet et Jean-Philippe Desbordes
- 2013 : Dayana mini marché de Floriane Devigne
- 2013 : Juifs et Musulmans Si loin, si proches  de Karim Miské
- 2015 : Nos mères nos daronnes de Marion Stalens et Bouchera Azzouz
- 2015 : Du fer a la finance l'empire Wendel de Patrick Benkel
- 2016 : Italie et Mafia Le Pacte sanglant de Cécile Allegra et Mario Amura
- 2016 : Les migrants ne savent pas nager de Jean-Paul Mari et Franck Dhelens
- 2016 : Électricité, le montant de la facture de Cécile Allegra et Patrick Dedole
- 2017 : Revenantes de Marion Stalens
- 2017 : La bleuite, l'autre guerre d'Algérie de Jean-Paul Mari
- 2017 : Démographie de Daniel Serre
- 2018 : On nous appelait Beurettes de Bouchera Azzouz
- 2018 : Libye, anatomie d'un crime de Cécile Allegra
- 2020 : Congrès de Tours - 1920 : la naissance des deux gauches de Philippe Saada
- 2020 : La Puissance de l'arbre avec Ernst Zürcher de Anna Duval et Jean-Pierre Duval
- 2021 : À la recherche de la musique de l'Antiquité de Bernard George
- 2022 : Le Chant des vivants de Cécile Allegra
- 2022 : Algériennes en France : l'héritage de Bouchera Azzouz
- 2023 : La Chine, Rêves et Cauchemars Karim Miské, Ilana Navaro et Pierre Singaravélou

### Publicités
Duplessy réalise une centaine de musiques de publicités pour la France et le Maroc pour les entreprises Adidas, Orangina, Barbara, Sécurité Sociale, Croix-Rouge, Maroc Telecom, Le Salon de l'Agriculture, Oulmès (eau minérale gazeuse naturelle du Maroc), RMA Watanya, Attijariwafa bank, Sidi Ali, etc[réf. nécessaire].

## Score pour danse contemporaine
- Chronotopia (Bangalore, Inde) 2010

## Discographie
- 2001 : Le Fil, avec Dikès, Le Rideau Rouge
- 2002 : Poe’s sessions, avec Bussy, Night and Day
- 2003 : Vers la mer, avec Les Mouettes, JMS et Sony
- 2003 : The Raven, avec Bussy, Night and Day
- 2003 : Mouja, avec Sophia Charaï, Mélodie
- 2004 : Mystère, avec Silvia Malagugini, Buda Musique et Mélodie
- 2004 : Laanamayo, avec Ameth Male, Lutetia Productions
- 2005 : Luz, avec Bevinda, Harmonia Mundi
- 2005 : Ze Film, avec B.O., Wagram Music
- 2006 : Otoubro live, avec Bévinda, Mélodie
- 2006 : Under water, avec Lili, Sony
- 2006 : Unfolkettable, avec Nico Morelli, Cristal Record et Abeille Musique
- 2008 : Public tunes/private song, Absilone et Socadisc
- 2008 : B.O. Aspettando il sole, Cam édition
- 2008 : L'Hermite voyageur, avec Duplessy Trio, Apsilone et Socadisc
- 2010 : Marco Polo, avec Duplessy et les trois violons du monde, Absilone et Socadisc
- 2010 : Pichu, avec Sophia Charaï, Universal sept
- 2010 : Têtue, avec Enzo Enzo, Naïve
- 2010 : Djolo, avec Dikès, Autre distribution
- 2012 : My Mongolia, avec Absilone Duplessy
- 2014 : Fanny re
- 2015 : Cavalcade, avec Jérémy Jouve, Absilone et Socadisc
- 2016 : Crazy horse, avec Duplessy et les trois violons du monde, Absilone
- 2016 : Blue Nomada, avec Sophia Charaï, Socadisc
- 2020 : Brothers of string, avec Duplessy et les trois violons du monde, Absilone